# Palmerer cua-roig
El palmerer cua-roig (Cichladusa ruficauda) és una espècie d'ocell de la família dels muscicàpids (Muscicapidae) pròpia de l'Àfrica central i oriental. Es troba a Angola, República Centreafricana, República del Congo, República Democràtica del Congo, Guinea Equatorial, Gabon i Namíbia. Habita els boscos tropicals i matollars humits. El seu estat de conservació es considera de risc mínim.